# Scalperen

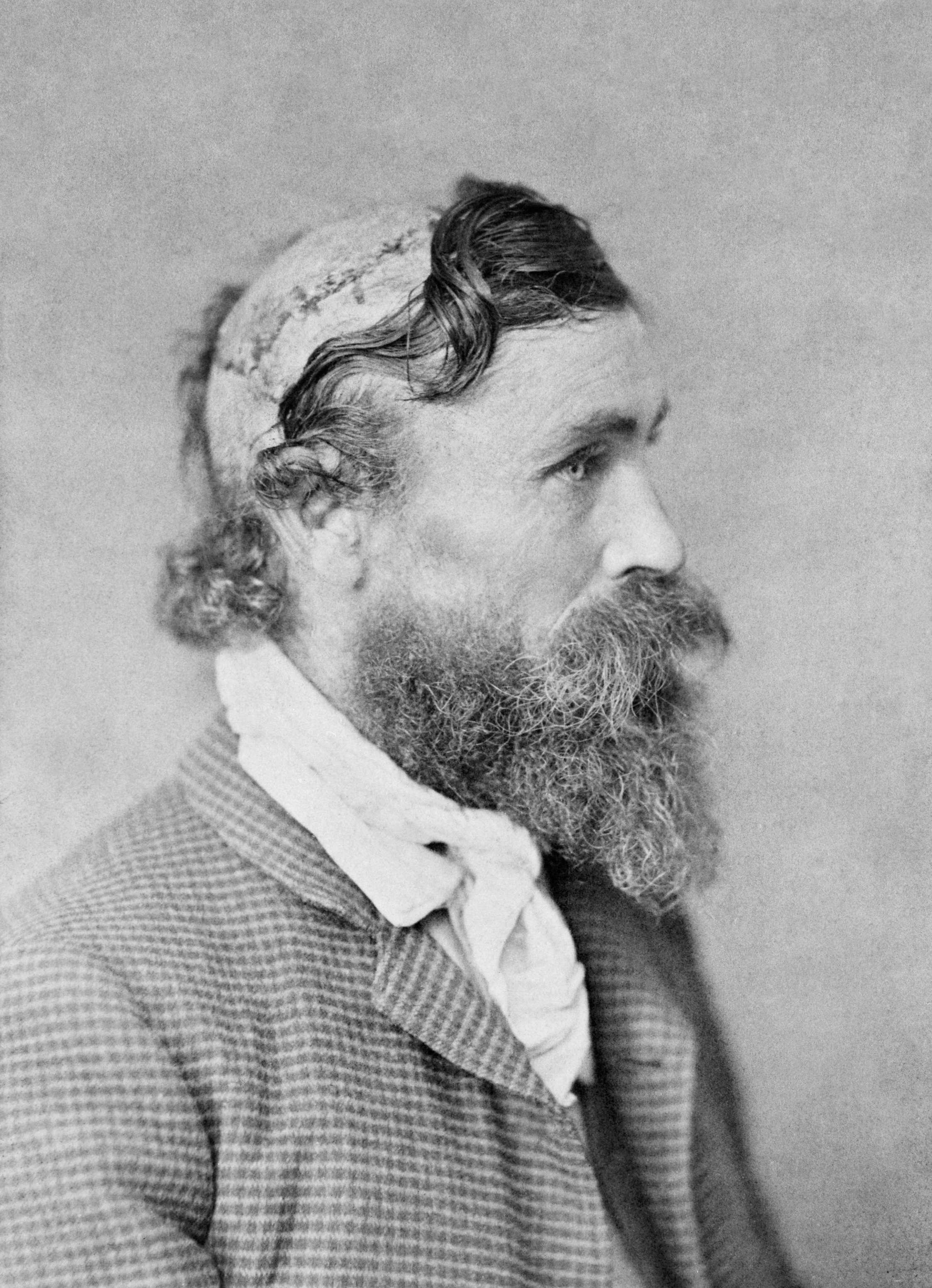
Foto uit 1890 van Robert McGee, die als kind in 1864 werd gescalpeerd door de sioux Chief Little Turtle.

Scalperen is het weghalen van de hoofdhuid inclusief het haar van een mens (samen de 'scalp' genoemd). Dit kan bij dode of levende mensen gedaan worden. Bij de mens kan het dodelijk zijn. Het bekendst werd het door het gebruik door de indianen en Europese kolonisten in Noord-Amerika.

## Geschiedenis

### Azië en Europa
Scalperen werd gepraktiseerd door de Euraziatische Scythen, zoals blijkt uit een werk van Herodotus uit 440 v.Chr. In de 9e eeuw werd het toegepast in oorlogen tussen de Visigoten, Franken en Angelsaksen volgens de Franse schrijver Emmanuel Domenech (1826-1886). 

### Amerika
De grootste bekendheid verkreeg het scalperen door het gebruik bij de indianen in Noord-Amerika. Het is onduidelijk hoe de traditie ontstond in Noord-Amerika. Volgens de Amerikaanse etnohistoricus James Axtell is er veel bewijs dat de praktijk lang voor de komst van Europese kolonisten reeds bestond. Hij verklaart verder dat er geen bewijzen bestaan dat de indianen de praktijk leerden van de Europeanen, een gedachte die volgens hem populair werd in de jaren 1960 en toen al snel door de toenmalige tijdgeest uitgroeide tot een 'conventionele wijsheid'. Volgens Axtell wordt deze theorie echter weersproken door archeologische, historische, taalkundige en beeldkundige bewijzen. Een van deze archeologische bewijzen is een in de Amerikaanse staat South Dakota gevonden massagraf uit de vroege 14e eeuw (of eerder) met ongeveer 500 slachtoffers, waarvan een aantal lijkt te zijn gescalpeerd. Ook Europese kolonisten maakten zich schuldig aan de praktijk. Tijdens de Dummers oorlog (1721-1725) boden de Britse koloniale autoriteiten bijvoorbeeld 100 pond per indiaanse scalp (naar hedendaagse maatstaven ongeveer 20.000 dollar). Van vrijbuiter John Lovewell is bekend dat hij scalpjachtexpedities uitvoerde om dit geld in de wacht te slepen. In de periode daarna (de 18e eeuw) werden dergelijke beloningen vaker uitgevaardigd door koloniale overheden om het doden van indianen te versnellen. In koloniaal Mexico bestond van de jaren 1830 tot 1890 een scalpeerwet in de staten Chihuahua, Sonora en Durango, die tot doel had om de opstand door de Apachen neer te slaan. De wet loofde een premie van 100 pesos (later 200) uit voor scalps van krijgers vanaf 14 jaar, 50 pesos (later 100) voor scalps van indianenvrouwen en 25 pesos (later 50) voor scalps van kinderen.